# Капеллен (Австрия)
Капеллен (нем. Kapellen) — коммуна (нем. Gemeinde) в Австрии, в федеральной земле Штирия. 
Входит в состав округа Мюрццушлаг.  Население составляет 672 человека (на 31 декабря 2005 года). Занимает площадь 44,59 км². Официальный код  —  61304.

## Политическая ситуация
Бургомистр коммуны — Штефан Тефели (СДПА) по результатам выборов 2005 года.
Совет представителей коммуны (нем. Gemeinderat) состоит из 9 мест.
- СДПА занимает 5 мест.
- АНП занимает 4 места.